# 大阪府立枚方支援学校
大阪府立枚方支援学校（おおさかふりつ ひらかたしえんがっこう）は、大阪府枚方市村野西町にある特別支援学校。

## 概要
2015年4月、枚方市立村野中学校の跡地にて開校。小学部・中学部・高等部を設置し、知的障害のある児童・生徒を主な支援教育の対象としている。同じ敷地内に大阪府立むらの高等支援学校を併設している。

## 沿革
- 2015年4月：開校
- 2020年4月：高等部の通学区域を変更

## 学区
- 枚方市（高等部は一部対象外あり）
- 交野市（高等部は対象外）

※枚方市の一部地区および交野市に在住で高等部へ進学を希望する者は原則として大阪府立交野支援学校四條畷校へ進学する。

## 交通
京阪交野線・村野駅から南へ300ｍ